# Franšizna pogodba
Franšizna pogodba bo nedvoumno določila obveznosti in odgovornosti vsake od strani v franšiznem poslu, ki jih zadeva in vse druge materialne pogoje tega odnosa.

## Osnovni pogoji
Franšizna pogodba navadno vebuje naslednja določila:
- Pravice, ki jih daje franšizorju
- Pravice, ki jih daje posameznemu franšiziju
- Blago in storitve, ki jih bo franšizor nudil posameznemu franšiziju
- Obveznosti franšizorja
- Obveznosti posameznega franšizija
- Plačilni pogoji za posameznega franšizija
- Trajanje pogodbe, ki mora omogočiti posameznemu franšiziju, da se mu povrnejo sredstva, ki jih je na začetku vložil, pač glede na določen tip franšize
- Osnova za kakršnokoli obnovitev oziroma podaljšanje pogodbe in s tem povezane franšizorjeve predkupne pravice
- Pogoji, pod katerimi posamezni franšizij lahko uporablja franšizorjeve razlikovalne znake, kot so trgovsko ime, trgovsko znamko, storitveno znamko, označbe za posamezno franšizno enoto, logotip, ali kakšno drugo razločevalno obliko prepoznavanja
- Franšizorjeva pravica, da prilagodi franšizni sistem z novimi ali spremenjenimi metodami
- Določbe za pravočasno predajo kakršnekoli materialne ali nematerialne franšizorjeve lastnine franšizorju ali nekemu drugemu lastniku takoj po prenehanju veljavnosti pogodbe.

## Narava in značilnosti franšizne pogodbe
Franšizna pogodba se bo skladala z zakonodajo države, v kateri sta jo obe strani sklenili, z zakonodajo Evropske skupnosti in s tem etičnim kodeksom ter z drugimi ustreznimi pravnimi določili zadevne države. Franšizna pogodba bo odražala interese članov franšizne mreže pri varovanju franšizorjevih pravic, ki izhajajo iz intelektualne lastnine in pri ohranjanju skupne pripadnosti/identitete in ugleda mreže. Vse pogodbe in vse pogodbene ukrepe, ki urejajo odnos med franšizorjem in franšizijem, bo zapisal ali pa prevedel v uradni jezik dežele, v kateri bo deloval posamezni franšizij, zapriseženi sodni tolmač, franšizij pa bo takoj prejel podpisano pogodbo.
Sicer je mogoče govoriti o splošnih pravilih sestavljanja franšiznih pogodb, a je vsak franšizni sporazum tako specifičen (glede na posebnosti posameznega franšiznega sistema in produkta), zato nikakor ne sme biti sestavljen rutinsko na podlagi trenutno priročnega modela. Potrebna niso le pravna znanja, ampak v veliki meri prav specifična franšizna znanja, torej sodelovanje pravnega in franšiznega strokovnjaka.
Znano je, da so franšizne pogodbe lahko različno natančne in tako tudi različno dolge, kar je odvisno predvsem od določene pravne tradicije na eni strani in od razvitosti franšiznega sistema na drugi strani. V določenih državah, kjer ima franšizing že dolgo tradicijo in je dobro razvit (na primer ZDA), bi si težko zamislili uspešen začetek in tudi kasnejše delovanje franšiznih sistemov brez posredovanja bolj ali manj uglednih (uglednost je odvisna od debeline denarnice stranke) pravnih strokovnjakov.